# 聖書釈義
聖書釈義（せいしょしゃくぎ、英語:exegesis、ギリシア語: ἐξήγησις）または英語でエグジェゼシスは、宗教書の本文本来の意味を解釈して明らかにすることである。一方、聖書解釈（interpretation）は現代人の視点による方法であり、聖書講解(exposition)は中世学者の間で一般的な広義の注解の意である。他に聖書解釈学（hermeneutics）という術語もある。

## キリスト教

### 方法
古代に書かれた聖書を解釈するには考古学や歴史学が大きな助けになるが、聖書を聖書そのものによって解釈するのが原則である。中世カトリックの寓喩的な解釈に対して、聖書の文法的歴史的解釈を重視する。「神の御計画」という全体の文脈に照らして該当箇所の意味を解釈する。

### 歴史
宗教改革の時にルターは個人による聖書解釈の復活を主張した。それと同時に教会による聖書解釈の重要性と、各自がそれを傾聴する必要性を主張した。そして、ラテン教父・ギリシア教父たちの解釈の伝統の上に、数々の教会の信仰告白が生み出された。今日プロテスタント教会における説教は、教会信条という公的聖書解釈に基づいて行われるのが原則である。

## その他の宗教
ユダヤ教、イスラム教、ヒンドゥー教、仏教など、様々な宗教の聖なる書物に関する解釈が行われている。